# Idioma marovo
Marovo es una lengua austronesia que se habla en las Islas Salomón. Se habla en el Grupo Nueva georgia en las islas de la laguna Marovo y en las islas vecinas de Nueva Georgia, Vangunu y Nggatokae. El orden de las palabras habitual en las oraciones es verbo–sujeto–objeto
Los nombres de la fauna local son similares pero aún muy distintos de los de Roviana (y presumiblemente otras lenguas de Nueva Georgia).

## Fonológia

### Consonantes
|                      |                   | Labiales | Alveolares | Palatales | Velares |
| -------------------- | ----------------- | -------- | ---------- | --------- | ------- |
| Nasales              | Nasales           | m        | n          |           | ŋ       |
| Oclusivas/ Africadas | Sordas            | p        | t          | tʃ        | k       |
| Oclusivas/ Africadas | prenasales        | ᵐb       | ⁿd         | ᶮdʒ       | ᵑɡ      |
| Fricativas           | Fricativas        | β        | s          |           | ɣ       |
| Laterales            | Laterales         |          | l          |           |         |
| Vibrantes simples    | Vibrantes simples |          | ɾ          |           |         |

### Vocales
|         | Anteriores | Centrales | Posteriores |
| ------- | ---------- | --------- | ----------- |
| Cerrada | i          |           | u           |
| Media   | e          |           | o           |
| Abierta |            | a         |             | La longitud de las vocales también es distintiva.